# Забурдяевское сельское поселение
Забурдя́евское се́льское поселе́ние — бывшее муниципальное образование в составе Урюпинского района Волгоградской области.
Административный центр — хутор Забурдяевский.

## История
Забурдяевское сельское поселение образовано 30 марта 2005 года в соответствии с Законом Волгоградской области № 1037-ОД.
Забурдяевское сельское поселение упразднено 26 апреля 2019 года и включено в Добринское сельское поселение в соответствии с законом Волгоградской области № 38-ОД

## Население
| 2010 | 2012 | 2013 | 2014 | 2015 | 2016 | 2017 |
| ---- | ---- | ---- | ---- | ---- | ---- | ---- |
| 481  | ↘467 | ↘447 | ↘446 | ↘415 | ↘391 | ↘379 |
| 2018 | 2019 |      |      |      |      |      |
| ↘374 | ↘359 |      |      |      |      |      |

## Состав сельского поселения
| № | Населённый пункт | Тип населённого пункта        | Население |
| - | ---------------- | ----------------------------- | --------- |
| 1 | Григорьевский    | хутор                         | 43        |
| 2 | Егоровский       | хутор                         | 36        |
| 3 | Забурдяевский    | хутор                         | 200       |
| 4 | Кудряшевский     | хутор, административный центр | 153       |
| 5 | Ольховский       | хутор                         | 10        |
| 6 | Студеновский     | хутор                         | 29        |
| 7 | Тополевский      | хутор                         | 10        |

## Администрация
Администрация Забурдяевского сельского поселения расположена по адресу:
403150, Россия, Волгоградская область, Урюпинский район, хутор Кудряшёвский, улица Молодёжная, 15